# Beauty of Bath

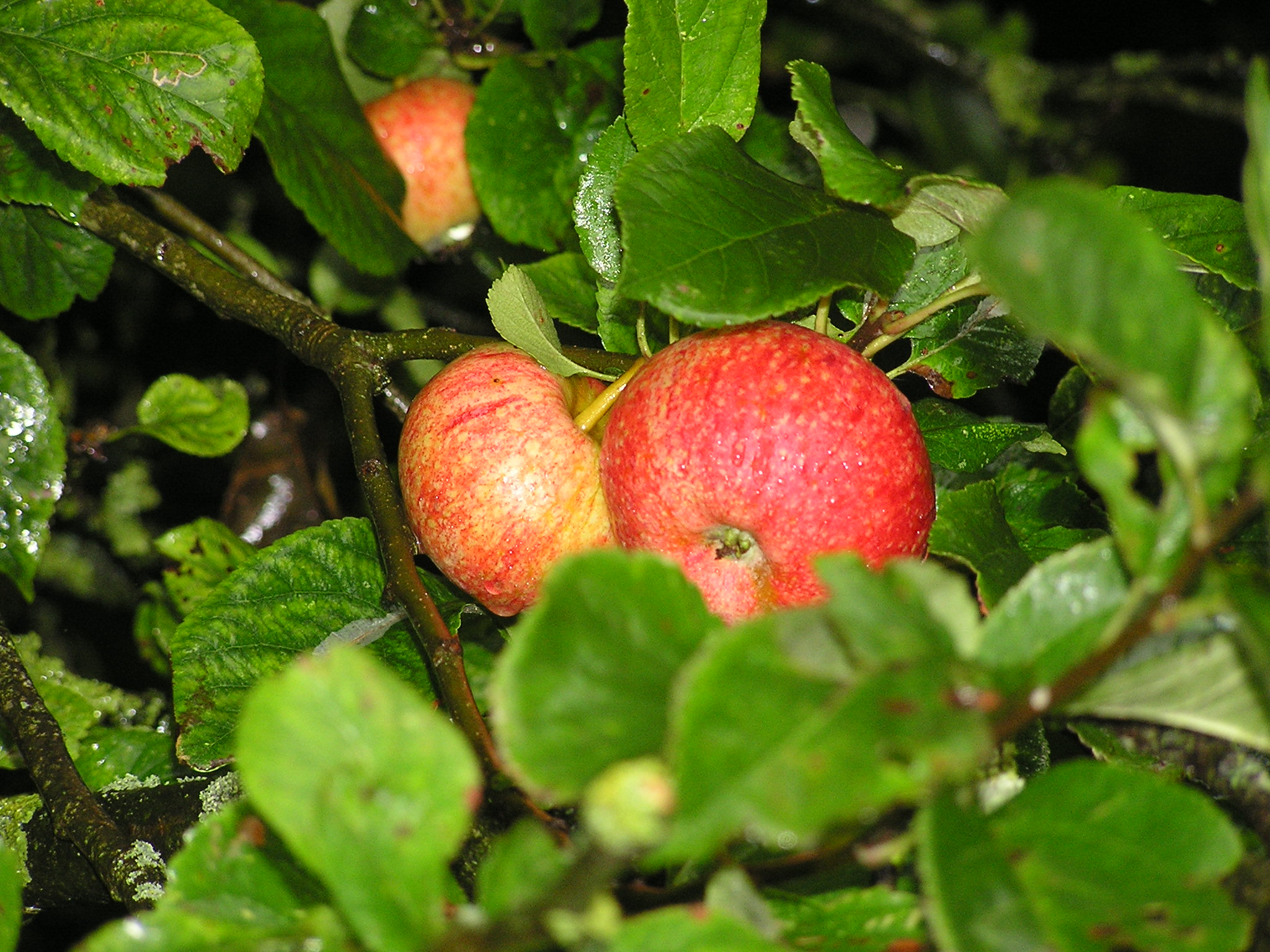
Pommes Beauty of Bath

Beauty of Bath est le nom d'un cultivar de pommier domestique,  code MUNQ 11.
Elle est aussi nommée Pomme de Juillet. Cette dernière appellation plus générique peut couvrir d'autres variétés. 
Elle ressemble à la pomme Borovitsky, code MUNQ 29, avec laquelle elle peut
être confondue. Mais elle diffère de la pomme Borovitsky par une maturité plus précoce de 4 à 5 semaines.

## Description
- Fruit: sous moyen à moyen, plus large que haut.
- Épicarpe: couleur vert jaune abondamment fouetté et marbré de rouge.
- Pédoncule moyen dans une cuvette étroite au bord légèrement bosselé.
- Œil semi-ouvert dans une cuvette moyennement profonde.
- Chair: blanchâtre, juteuse et acidulée.
- Le fruit est de faible conservation et surtout remarquable par sa précocité et sa couleur attrayante
- Usage: pomme à couteau et à cuire.
- L'arbre est vigoureux, autofertile, productif.

## Origine
Angleterre, 1864.

## Parenté
- Descendants:
  - Discovery

## Pollinisation
Groupe de pollinisation: B.

## Susceptibilité aux maladies
Tavelure: très peu susceptible

## Culture
Maturité: début juillet